# José Gabriel Cevallos
José Gabriel Cevallos Enríquez (Guayaquil, 19 marzo 1998) è un calciatore ecuadoriano, portiere del Macará.

## Carriera

### Club
Ha giocato nella prima divisione ecuadoriana.

### Nazionale
Con la nazionale Under-20 ecuadoriana ha preso parte al campionato sudamericano 2017 ed al Mondiale 2017.